# 固特异
固特異輪胎與橡膠公司（英語：The Goodyear Tire & Rubber Company）是一家總部位於美国俄亥俄州阿克倫的跨國輪胎與橡膠製品公司。該公司由弗蘭克·希柏林（Frank Seiberling）創立於1898年，主要產品為橡膠輪胎、橡膠管、鞋底和打印機零件等。與普利司通和米其林並列世界三大輪胎製造商，销售额在2022年排名世界第三。關於「固特異」名稱的由來，是為了紀念硫化橡膠的發明者查理斯·固特異（Charles Goodyear）。
20世紀以來，以銷售自家的運動鞋，登山鞋，休閒鞋，和其運動配件為主。

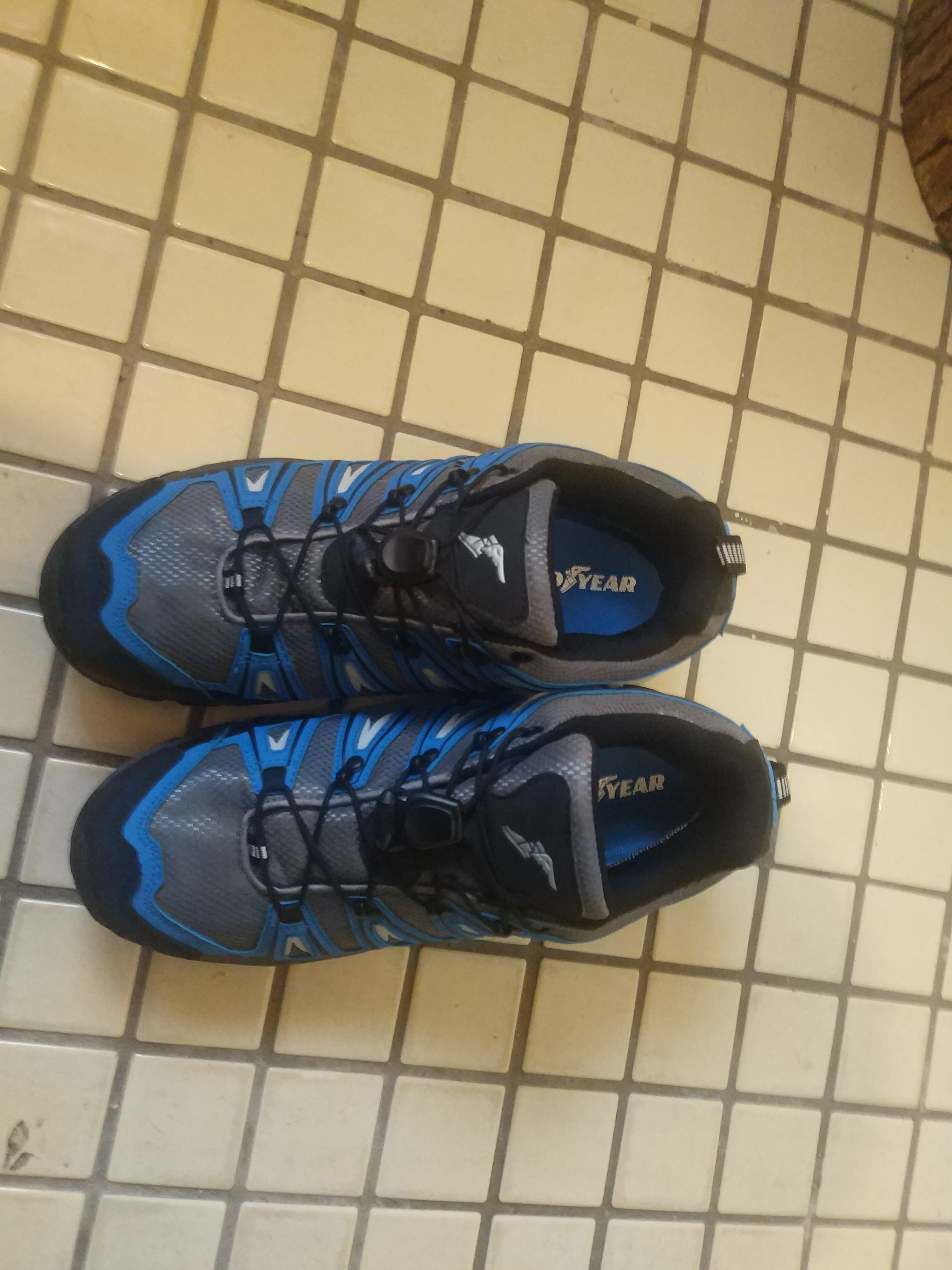
一雙goodyear的鞋品

## 概述

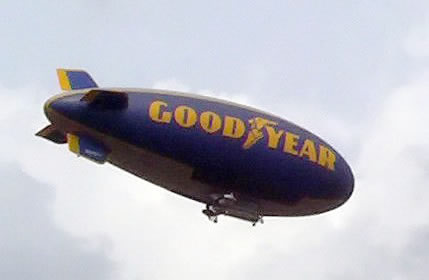
固特異飛船

固特異最為人熟知的形象便是固特異飛船（Goodyear blimp），該公司早在1925年便開始使用飛船升空做廣告，如今固特異飛船成為美國境內最常見的廣告。固特異輪胎也是一級方程式賽車裡最成功的輪胎贊助商，因為最多冠軍車隊採用其輪胎，不過自1998年後固特異便退出此賽事。
固特異曾經是道瓊工業指數的成份股之一，直到1999年11月被剔除。值得一提的是，1908年首輛量產的汽車福特T型車使用的乃是固特異輪胎，1969年人類第一次登陸月球時太空車裝配的也是固特異輪胎。

## 沿革與簡史

### 1898年至1926年
固特異於1898年在俄亥俄州阿克倫成立後，以13名工人製造自行車與四輪馬車輪胎、馬蹄鐵橡膠襯墊及紙牌籌碼。該公司隨著汽車的新發明而快速成長，1901年該公司開始供應賽車胎給福特汽車，1908年9月27日推出的福特T型車則裝配了固特異輪胎。甚至到了1912年，固特異製造的第一條飛機輪胎問世。
1911年該公司開始試著設計飛船，稍後在第一次世界大戰期間負責供應飛船與偵察汽球給美國空軍的前身：陸軍航空勤務隊。1926年固特異成為當時全球最大的輪胎製造商，只不過1922年時因市場競爭激烈，該公司暫停製造賽車輪胎。然而隨著賽車運動的普及，越來越多的車隊採用他們的賽車胎產品。

### 1926年至1990年
1926年後的60年間，固特異一躍成為跨國企業。1935年它併購了競爭對手凱利春田輪胎（Kelly-Springfield Tire），並在第二次世界大戰期間替美軍生產F4U海盜式戰鬥機。1944年固特異在墨西哥成立了「固特異·歐蘇橡膠公司」（Compañía Hulera Goodyear-Oxo, S.A. de C.V.），這是一家與當地最大的輪胎製造商合資的公司。
1969年該公司的年營業額達到3億美元，五年後達到5億美元，並且在全球34個國家設立分公司或工廠。1978年位於阿克倫的第一家廠房轉型成技術研發中心，而1985年時其年營業額已達10億美元。
旗下1917年成立之固特異飛機公司（Goodyear Aircraft Company）後來改名成固特異航空航天公司（Goodyear Aerospace Corporation），第二次世界大戰結束後替美國國家航空暨太空總署的戈達德太空飛行中心（Goddard Space Flight Center）設計製造了一部名為「固特異MPP」（Goodyear MPP）的超級電腦。不過1987年時因調整組織，此公司被賣給樓羅公司（Loral Corporation）

### 戈德史密斯（Goldsmith）事件
1986年固特異不幸成為「綠色郵件」（greenmail，意指某人大量買進某公司股票以促使股價暴漲，造成惡意購併的局面，然後再以上漲的股價將股票賣回擔心被購併的公司之惡劣手段）的受害者。英國籍金主詹姆斯·戈德史密斯（James Goldsmith）聯合漢生投資集團（Hanson plc）購入固特異大約11%的股票，然後以此要脅該公司以上漲之股價購回，否則將予以併購。
接下來幾年間，固特異以重新調整組織的策略回擊：拋售分公司與工廠，並自行讓公司財政陷入岌岌可危的情況，企圖使固特異成為一個不適合的收購目標。這個策略最後奏效，但詹姆斯·戈德史密斯仍成功捲走9千萬美元。

### 1990年迄今
最近一次大規模調整組織架構發生於1991年，固特異聘僱紐威爾·羅勃梅德公司（Newell Rubbermaid）前財務總監史丹利·勾爾特（Stanley C. Gault）主導該公司切入新市場，此舉導致全球裁員了1萬2千名員工。
2008年7月10日由總部位於紐約的研究機構「聲譽研究所」（Reputation Institute）與《富比世雜誌》合辦的美國最具聲譽之75家企業排行榜中，固特異名列第16名。此外，固特異在同年也被美國《企業責任雜誌》（Corporate Responsibility Magazine）獲選為2008年度最佳百大企業公民獎（100 Best Corporate Citizens 2008）。
2021年2月，固特异宣布将以25亿美元收购固铂轮胎橡胶公司（Cooper Tire & Rubber Company）。 该交易预计将于 2021 年下半年完成。
2021年9月28日，固特异轮胎橡胶公司（纳斯达克股票代码：GT）宣布与 Gatik 开展多年合作，旨在推动自主 B2B 短途物流行业移动解决方案的开发。

### 簡史
- 1898年：固特異輪胎橡膠公司成立。

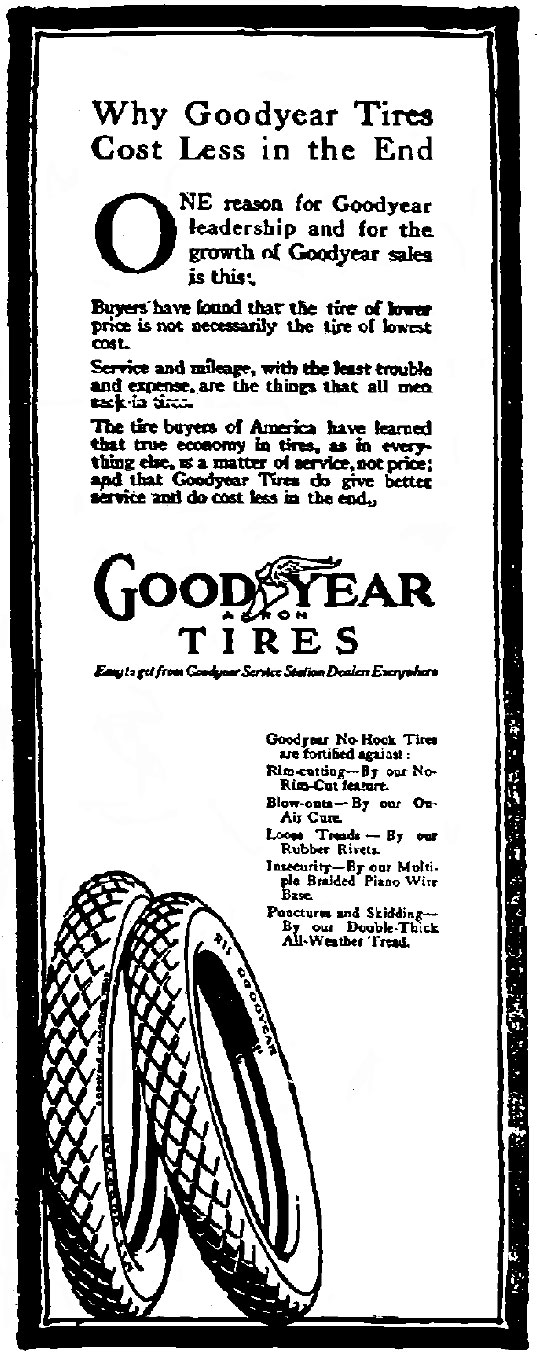
1916年的固特異廣告

- 1908年：為世界上首款量產汽車福特T型車提供輪胎。
- 1965年：裝配固特異輪胎的火箭車創造出陸路時速960公里的世界紀錄。
- 1970年：人類首次登陸月球所乘坐的太空車採用固特異輪胎。
- 1985年：最早供應輻射層輪胎給商用飛機使用。
- 1986年：發生戈德史密斯事件。
- 1994年：成立大連固特異輪胎有限公司，這是第一個外國輪胎廠在中國投資建廠。
- 1998年：固特異創下F1賽事368次冠軍的紀錄，比位居第二的輪胎品牌獲勝次數多出三倍，該紀錄迄今仍保持著。
- 2005年：在大連投資1千8百萬美元生產「零壓續行」輪胎，這是第一家在中國製造「零壓續行」輪胎技術的輪胎公司。
- 2009年：固特異與美國太空總署共同發明在月球上使用而不會失壓的彈簧輪胎。此外，美國總統的座車裝備了該公司製造的防爆胎，即使四條輪胎都失去胎壓，車子仍能正常行駛。
- 2012年：5月31日固特異出資買回東洋輪胎手中35%、三菱汽車手中5%的日本巨人輪胎（（日語）日本ジャイアントタイヤ株式会社）持股[6]。後者原為三方共同於1985年出資成立的OTR（Off-The-Road之縮寫）輪胎工廠，專門生產建築車輛、重型機械、採礦車等機動車輛用之輪胎。

## 子公司與副品牌
- 登祿普輪胎（Dunlop Tyres）
- 固鉑輪胎（Cooper Tire）
- 凱利春田輪胎（Kelly-Springfield Tire）
- 猛烈輪胎（Fierce Tires）
- 莎瓦輪胎（Sava Tires）
- 富爾達輪胎（Fulda Tires）
- 德比卡輪胎（Opony Dębica）
- 溫富特商業輪胎系統公司（Wingfoot commercial tire systems, LLC）
- 布魯史崔克（Bluestreak）
- 羅傑塔（Regetta）
- LS2000
- 日本巨人輪胎（日本ジャイアントタイヤ株式会社）

## 競速賽事
固特異積極參與各種車輛競速賽事，既是贊助商，亦是輪胎供應商，其中包括IndyCar、NASCAR、SAE方程式賽車、WEC。固特異自2020年利曼24小時耐力賽重返耐力賽場，翌年起更成為LMP2組別唯一輪胎供應商。

## 外部連結
- 美國官方網站（页面存档备份，存于）（英文）
- 臺灣官方網站（页面存档备份，存于）（繁體中文）
- 中國大陸官方網站（页面存档备份，存于）（简体中文）